# Eretmotus sinuaticollis
Eretmotus sinuaticollis är en skalbaggsart som beskrevs av Lewis 1902. Eretmotus sinuaticollis ingår i släktet Eretmotus och familjen stumpbaggar. Inga underarter finns listade i Catalogue of Life.